# Савез хокеја на леду Србије
Савез хокеја на леду Србије је организација која управља хокејом на леду у Србији са седиштем у Београду.
Савез хокеја на леду Србије наследник је Савеза хокеја на леду Југославије који је члан ИИХФ-а од 1939. и Савеза хокеја на леду Србије и Црне Горе од 2006. године.

## Клубови и такмичења
После распада Србије и Црне Горе национална лига први пут је играна 2006. године. До сада је одиграно пет сезона и у свих пет је тријумфовао Партизан.
У Србији се тренутно такмиче четири клуба, Партизан, Црвена звезда, Војводина и Спартак Суботица. У Србији постоје четири ледене дворане и једно клизалиште отвореног типа у Суботици.

## Играчи и судије
Тренутно има регистрованих 564 играча. Од тога су 147 хокејаши и само три хокејашице. Осталих 414 су играчи млађих категорија. У Србији укупно има 23 судије са лиценцом. У земљи постоје и три затворена хокејашка терена и један на отвореном.

## Репрезентација
Ако Репрезентацију Србије рачунамо као наследника Југославије, онда је репрезентација свој први меч одиграла против Холандије, 1939. године на турниру у Букурешту и победила је са 4:2. Међутим као самостална земља први меч је одиграла против Турске у Загребу 11. априла 2007. и победила 6:4.